# Gabermühle

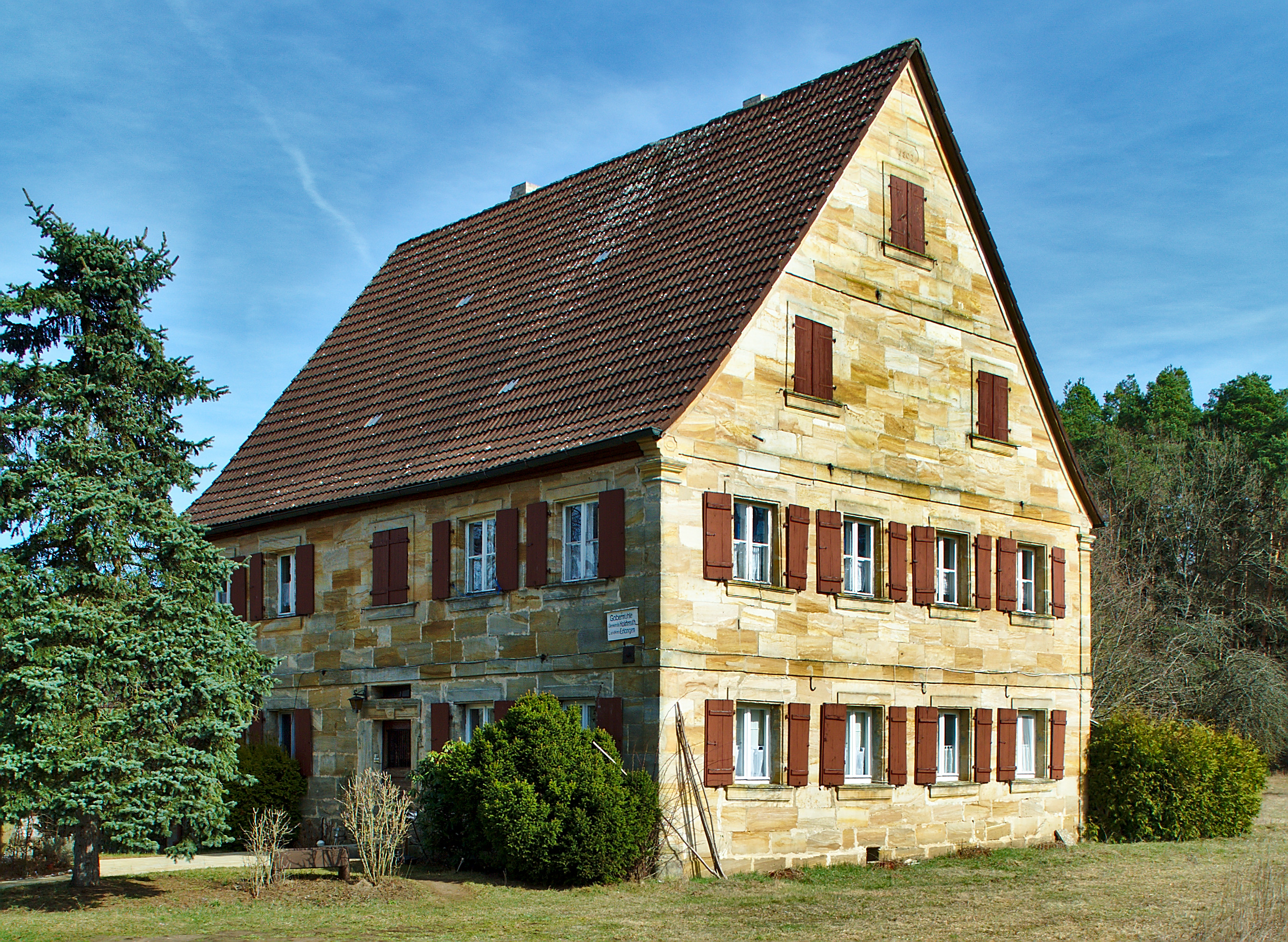
Wohngebäude

Gabermühle (fränkisch: Gohbamül) ist ein Gemeindeteil der Gemeinde Kalchreuth im Landkreis Erlangen-Höchstadt (Mittelfranken, Bayern). Gabermühle liegt in der Gemarkung Kalchreuth.

## Lage
Die Einöde liegt am Südufer der Schwabach. Im Süden grenzt der Dormitzer Forst an. Ein Anliegerweg führt 100 Meter weiter südlich zur Kreisstraße ERH 33, die nach Brand (4 km östlich) bzw. zur Staatsstraße 2243 verläuft (1,5 km westlich).

## Geschichte
Die Mühle wurde wahrscheinlich um 1100 errichtet. Erstmals urkundlich erwähnt wurde sie 1278 als „molendum dictum zü Herburge Mule“. 1346 wurde sie erstmals als „Gabel Mül“ erwähnt. Beide Varianten leiten sich wahrscheinlich vom Familiennamen des jeweiligen Besitzers ab (Herburg, Gabel). Bei der zweiten Form ist auch eine Ableitung von (Bach-)Gabel denkbar. Tatsächlich gabelt sich die Schwabach bei der Mühle auf. Die Mühle war bis 1279 Reichsgut und wurde in dem Jahr vom römisch-deutschen König Rudolf I. an die Herren von Schlüsselberg verpfändet. 1347 kam sie an die Burggrafschaft Nürnberg und später in deren Rechtsnachfolge an die brandenburg-kulmbachischen Markgrafen. Sie lag im Fraischbezirk des brandenburg-kulmbachischen Oberamtes Baiersdorf und war dem Kastenamt Baiersdorf steuerbar. Die Mühle hatte im Sebalder Reichswald Waldrechte. Während des Dreißigjährigen Kriegs brannte die Mühle ab.
Von 1797 bis 1810 unterstand der Ort dem Justiz- und Kammeramt Erlangen. Im Rahmen des Gemeindeedikts (frühes 19. Jahrhundert) wurde Gabermühle dem Steuerdistrikt und der Ruralgemeinde Kalchreuth zugeordnet.

### Baudenkmäler
- Haus Nr. 1: Mühlengebäude
- Haus Nr. 2: Wohnhaus, Scheune, Brunnenstube

### Einwohnerentwicklung
| Jahr      | 001818 | 001840 | 001861 | 001871 | 001885 | 001900 | 001925 | 001950 | 001961 | 001970 | 001987 |
| Einwohner | 17     | 18     | 17     | 13     | 10     | 12     | 8      | 12     | 9      | 8      | 6      |
| Häuser    | 3      | 2      |        |        | 2      | 1      | 1      | 2      | 2      |        | 2      |
| Quelle    | [ 8 ]  | [ 11 ] | [ 12 ] | [ 13 ] | [ 14 ] | [ 15 ] | [ 16 ] | [ 17 ] | [ 18 ] | [ 19 ] | [ 1 ]  |

## Religion
Der Ort ist seit der Reformation evangelisch-lutherisch geprägt und nach St. Andreas (Kalchreuth) gepfarrt. Die Katholiken sind nach Unsere Liebe Frau (Dormitz) gepfarrt.